# MTV
 Ovo je glavno značenje pojma MTV. Za druga značenja pogledajte Magyar Televízió.
MTV (kratica za Music Television do 2009.) je privatni kanal koji emitira reality showove i glazbene spotove. Prvi MTV kanal pojavio se u SAD-u 1981. godine na potrebu dijela gledatelja za glazbenim spotovima, a tijekom osamdesetih i devedesetih godina 20. stoljeća je razvio popularnost upravo takvim programom. Krajem 2000-ih, sve se više pažnje pridaje reality showovima, da bi se glazbeni spotovi sveli na ukupno 3 sata prikazivanja dnevno. Stoga od 2009. MTV napušta naziv Music Television po kojem je bio poznat od 1981.
Povremeno emitira i animirane serije, kao što su Daria, Beavis and Butthead, Downtown i South Park.

## Vanjske poveznice
- MTV website